# Ca n'Aguilera
Ca n'Aguilera és una entitat de població del municipi de Piera, a la comarca de l'Anoia, que té 175 habitants (2005).
La pedania es va formar al voltant de la "casa Aguilera" o "mas Aguilera" de la família Zaragoza de Viala, descendents dels Aguilera d'Òdena i dels Viala-Sescorts, senyors del Castell de Piera per Jaume el Conqueridor i vescomtes del Castell de Sant Jordi per Ferran VII. La casa popularment es coneix com la Baronia de Ca n'Aguilera. L'edificació principal data del segle xv. El conjunt arquitectònic de la Baronia està format per la casa principal amb l'església, que és d'estil modernista i és obra de Francesc Berenguer i Mestres, deixeble d'Antoni Gaudí. El 12 de juny de 1712 en Josep d'Aguilera i Centelles va rebre llicència per a "obrar capella" al costat de la casa principal però no va ser fins a la fi de 1910, quan va ser construïda de nou, que l'església va esdevenir la construcció actual.
Els mecenes de la remodelació modernista de l'església varen ser la baronessa Mercè d'Ayguavives i de León, filla dels Marquesos de las Atayuelas, Guàrdia Reial i Zambrano, i la seva filla Isabel de Viala i d'Ayguavives, vídua de Matíes Zaragoza de Viala. El 23 de gener de 1921 l'església va ser cedida al Bisbat, essent bisbe de Barcelona Ramón Guillamet i Comas.
En Joan Vilanova i Cucurella ha publicat diversos llibres que relaten tradicions, costums i part de la història del llogaret des de principis del segle xx.
El fons documental de l'heretat de ca n'Aguilera i la família Viala-Aguilera es troba a l'Arxiu Nacional de Catalunya (fons ANC1-1068).